# Sara Giraudeau
Sara Giraudeau (Boulogne-Billancourt, 1 de agosto de 1985) é uma atriz francesa. Ela é filha dos atores Bernard Giraudeau e Anny Duperey. Começou sua carreira no teatro e rapidamente se destacou na televisão e no cinema.
Em 2018, ela ganhou o prêmio César de Melhor Atriz Coadjuvante por Petit paysan.

## Carreira
Sara Giraudeau fez sua estreia no teatro com Os Monólogos da Vagina em 2005. Ela ganhou o Prêmio Molière de Melhor Revelação Feminina e o Prêmio Raimu de Melhor Revelação em 2007 por La Valse des pingouins. Em 2023 ganhou o Prêmio Molière de Melhor Atriz por Le Syndrome de l'oiseau

## Filmografia
| Ano     | Título                              | Papel                   | Diretor(a)                         | Notas          |
| ------- | ----------------------------------- | ----------------------- | ---------------------------------- | -------------- |
| 1996    | Les caprices d'un fleuve            | Jovencita               | Bernard Giraudeau                  |                |
| 2008    | Marie et Madeleine                  | Josy                    | Joyce Buñuel                       | Telefilme      |
| 2008    | Les poissons marteaux               | Ella                    | André Chandelle                    | Telefilme      |
| 2009    | L'évasion                           | Julia                   | Laurence Katrian                   | Telefilme      |
| 2010    | Imogène McCarthery                  | Nancy Nankett           | Alexandre Charlot & Franck Magnier |                |
| 2010    | Mémoires d'une jeune fille dérangée | Lola                    | Keren Marciano                     | Curta-metragem |
| 2010    | Le Roi, l'Écureuil et la Couleuvre  | Marie-Madeleine Fouquet | Laurent Heynemann                  | 2 episódios    |
| 2013    | Denis                               | Nathalie                | Lionel Bailliu                     |                |
| 2013    | Boule & Bill                        | Caroline                | Alexandre Charlot & Franck Magnier |                |
| 2014    | Beauty and the Beast                | Clotilde                | Christophe Gans                    |                |
| 2015    | Les Bêtises                         | Sonia                   | Alice & Rose Philippon             |                |
| 2015    | Rosalie Blum                        | Cécile                  | Julien Rappeneau                   |                |
| 2015    | Les fusillés                        | Marguerite              | Philippe Triboit                   | Telefilme      |
| 2015-20 | The Bureau                          | Marina Loiseau          | Éric Rochant, Samuel Collardey     | 43 episódios   |
| 2016    | Vendeur                             | Chloé                   | Sylvain Desclous                   |                |
| 2016    | Daddy or Mommy 2                    | Bénédicte               | Martin Bourboulon                  |                |
| 2017    | Petit Paysan                        | Pascale Chavanges       | Hubert Charuel                     |                |
| 2017    | Et mon coeur transparent            | Marie-Marie             | David & Raphaël Vital-Durand       |                |
| 2018-20 | 50 nuances de Grecs                 | Métis / Arachnée        | Mathieu Signolet                   | 5 episódios    |
| 2019    | Les envoûtés                        | Coline                  | Pascal Bonitzer                    |                |
| 2019    | The Translators                     | Rose-Marie Houeix       | Régis Roinsard                     |                |
| 2019    | Calls                               | Anne Larcher            | Timothée Hochet                    | 1 episódio     |
| 2019    | Criminal: France                    | Émilie Weber            | Frédéric Mermoud                   | 1 episódio     |
| 2020    | The Speech                          | Sonia                   | Laurent Tirard                     |                |
| 2020    | Médecin de nuit                     | Sofia                   | Elie Wajeman                       |                |
| 2020    | Particules Fines                    | Delphine                | Anne-Claire Jaulin                 | Curta-metragem |
| 2020    | Si tu vois ma mère                  | Ohiana                  | Nathanaël Guedj                    | Telefilme      |
| 2021    | Adiós, señor Haffmann               | Blanche Mercier         | Fred Cavayé                        |                |
| 2021    | Borderline                          | Catherine               | Julien Boisselier, Simon Hubert    | Curta-metragem |
| 2022    | The Sixth Child                     | Anna                    | Léopold Legrand                    |                |
| 2022    | La page blanche                     | Eloïse Leroy            | Murielle Magellan                  |                |
| 2023    | Bernadette                          | Claude Chirac           | Léa Domenach                       |                |
| 2023    | Tout va bien                        | Marion Lafarge          | Audrey Estrougo, Xavier Legrand    | 8 episódios    |
| 2024    | Jim's Story                         | Olivia                  | Arnaud, Jean-Marie Larrieu         |                |
| TBA     | On the Edge                         |                         | Reda Kateb                         | Pré-produção   |